# 존 패트릭 아메도리
존 패트릭 아메도리(John Patrick Amedori, 1987년 4월 20일 ~ )는 미국의 배우, 음악가이다.
볼티모어에서 태어났다.

## 출연 작품

### 영화
- 언브레이커블 (2000)
- 나비 효과 (2004) - 13살 에반 역
- Mrs. Harris (2005)
- 스틱 잇 (2006) - 풋 역
- Love Is the Drug (2006) - 조나 브랜드 역
- 타이머 (2009) - 마이키 역
- 스콧 필그림 (2010)
- The Family Tree (2011) - 폴 스터키 역
- Electrick Children (2012) - 조니 역
- 내 아내의 행복한 장례식 (2012, Jayne Mansfield's Car) - 미키 콜드웰 역
- Trattoria (2012) - 빈스 역
- 라스트 스탠드 (2013) - 에런 미첼 역
- 바티칸 사제들 (2015)

### 텔레비전
- 사라 실종사건 (2006, Vanished)
- 가십걸 (2008)
- Hindsight (2015)
- 친애하는 백인 여러분 (2017-21)